# Cecidomyia verbesinae
Cecidomyia verbesinae är en tvåvingeart som först beskrevs av Beutenmuller 1907.  Cecidomyia verbesinae ingår i släktet Cecidomyia och familjen gallmyggor.
Artens utbredningsområde är North Carolina. Inga underarter finns listade i Catalogue of Life.